# 正午

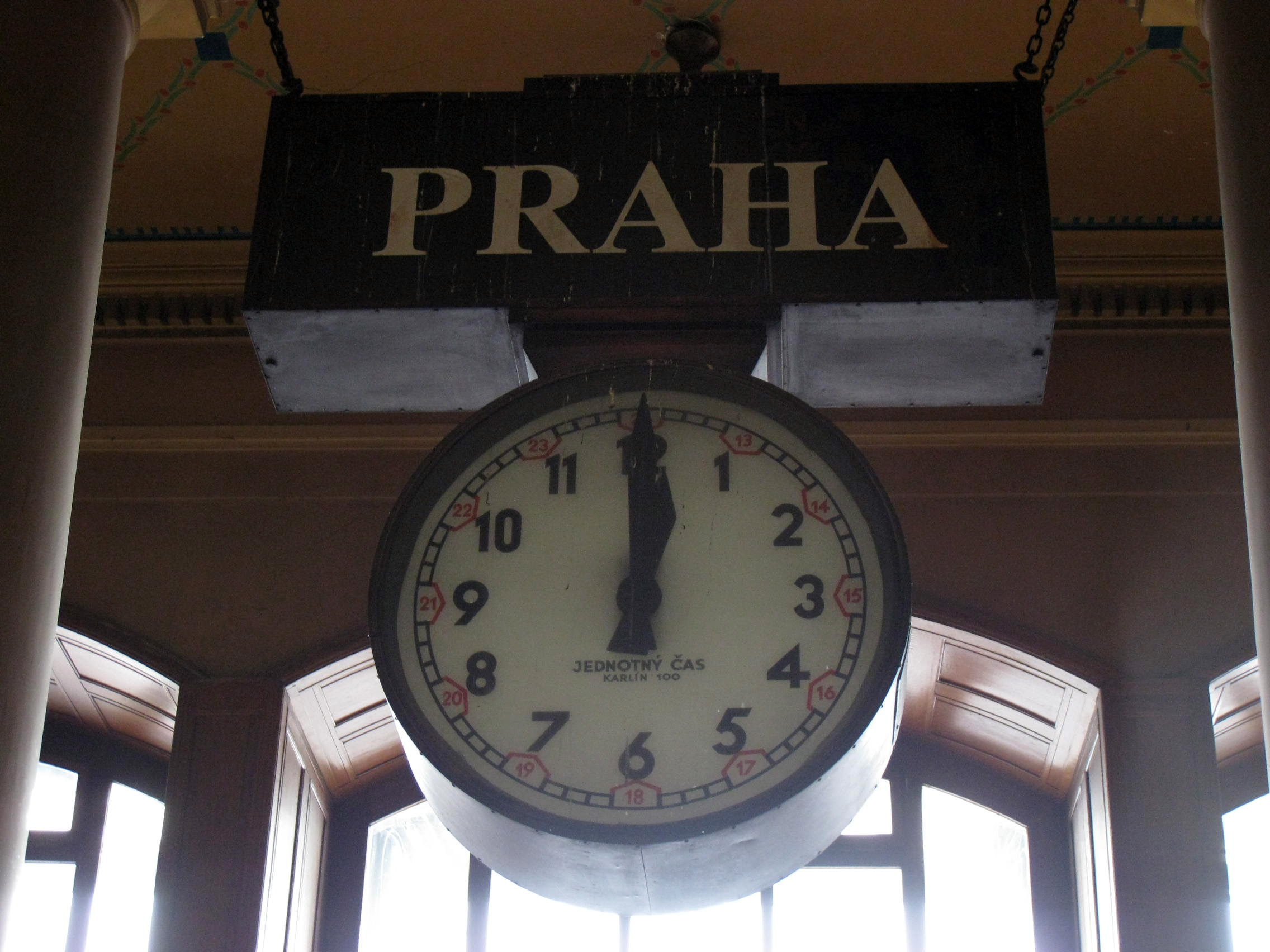
正午を示す針式時計（チェコ・プラハ中央駅）

正午（しょうご）とは、地方時において、天球上を一定の速さで動くと考えた平均太陽が地平線より上で子午線を通過（正中：南中または北中）する時刻をいう。地方時における昼の正12時を指す。
実際の太陽は、天球上を一定の速さでは動かない（均時差がある）ため、常に正午に子午線を通過するわけではない。また、経度が異なると平均太陽が南中する時点が異なるが、近代以降は通常は標準時が定められている地域（等時帯）ごとに標準子午線を平均太陽が通過する時刻が正午である。日本での標準子午線は兵庫県明石市を通る東経135度線である。
対義語で、太陽が地平線下の子午線を通過する時刻、すなわち夜の正12時を、正子（しょうし、子（ね）の刻の中間）という。

## 概要
明治政府が「改暦ノ布告」を出す前には、時刻は十二支で数えており、午（うま）の刻が現在の午前11時ごろから午後1時ごろまでに当たることから、その中間の時刻（昼の12時）を「正午」と呼んだ（十二時辰#時刻との対応）。改暦により24時間制が導入された時に、24時間表示での0時から12時までの時間帯を、12時間表示では「午前」、24時間表示での12時から24時までの時間帯を、12時間表示では「午後」と呼称することが定められた（午前と午後#午前・午後の法令上の根拠）。
夜のほうの0時/12時（24時）では「正子」はあまり用いられず、「午前0時」の表記が日本では一般的である。
江戸時代の日本では、現在の表現でいう昼の正12時に相当する正午・午の時には時の鐘を9回鳴らし、「昼九つ」と呼ばれた。これは陰陽道では奇数を縁起のよい陽の数とし、その極値が9であることによる。
近代では時報として主に正午に空砲として大砲が撃たれ、正式には午砲と呼ばれ、俗に「昼ドン」あるいは単に「ドン」と呼ばれた。

## 一日の始まりとしての正午
天文学では、夜間の観測中に日付が変わるのは不便であるので、日界（一日の区切り・境界）を正午とする時刻系を用いていた。これを「天文時」といい、これに対して、正子を日界とする時刻系を「常用時」と呼んでいた。天文時はクラウディオス・プトレマイオスの創始以来、使われ続けてきたが、1925年1月1日からは、天文学でも常用時を用いることになった。詳細は、グリニッジ標準時#天文時の廃止を参照のこと。
ただし、ユリウス日における日の始まりは、1925年以降も正午であることに注意すべきである。

## 正午は午前か午後か
結論からいうと「正午が午前か午後かは表記に依存する」ということになる。すなわち、「午前12時」と表記した場合は「午前の最後」の意味を持ち、「午後0時」と表記した場合は「午後の最初」の意味を持つ。一方、「正午」と表記した場合は、午前と午後を区別する意味合いは持たない。よって、「午前12時」は時間帯の最後に用い、「午後0時」は時間帯の最初に用いるのが好ましい。午前12時台の表記については午後0時台を用いる方が日本語としては正しい。
「改暦ノ布告」では毎正時（0分）の呼び名を「時刻表」として掲げているが、24時間表示でいう12時は「午前12時」しかなく、「即午後零時」がない。ただ、「午前12時」という表記は正午に限り矛盾はないが、1秒でも過ぎると「午後」になってしまうため、「午前12時台」について「午前」を含む表記は矛盾となる。実際には「午後0時」又は24時間制で単に「12時」という表記が用いられることが多い。
24時間表示では、午前／午後の概念がないため、単純に"12:00"を正午とすることで足りる。なお、西洋においても、正午は（英語を例に挙げるならば）"noon"か"midday"であり、午前にも午後にも属さず、その前が午前（AM）、後が午後（PM）である。

なお、NHKでは、昼の12時を「正午」、夜の12時を「午前0時」と表現している。